# Sisay Bancha
Sisay Bancha (Sidama Zone, 24 de agosto de 1989) é um futebolista profissional etíope que atua como goleiro.

## Carreira
Sisay Bancha representou o elenco da Seleção Etíope de Futebol no Campeonato Africano das Nações de 2013.